# Assemblée nationale (Maurice)
Pour les autres articles nationaux ou selon les autres juridictions, voir Assemblée nationale.
8e législature
Parliament House
L'Assemblée nationale (en anglais : National Assembly) est la législature monocamérale de Maurice. Le gouvernement est responsable devant elle et le Premier ministre reste en fonction que tant qu'il ou elle conserve le soutien d'une majorité de ses membres. Elle succède à l'Assemblée législative à suite de la proclamation de la République en 1992 et forme avec le Président de la République le Parlement de Maurice.
Elle est composée d'un maximum de 70 membres élus pour un mandat de 5 ans, dont 62 dans 21 circonscriptions plurinominales et jusqu'à huit membres additionnels — connus comme les « meilleurs perdants » — désignés par la commission électorale pour assurer une représentation équitable des ethnies et des religions minoritaires.

## Système électoral

Carte des circonscriptions en 2024.

L'Assemblée nationale est dotée d'un maximum de 70 sièges renouvelés tous les cinq ans, 62 au suffrage universel direct par le biais du scrutin majoritaire plurinominal dans 20 circonscriptions électorales de trois sièges chacune, auquel s'ajoute une circonscription binominale correspondant à l'île Rodrigues. Les électeurs disposent d'autant de voix que de sièges à pourvoir dans leur circonscription, et les répartissent à raison d'une seule voix par candidat, ceux arrivés en tête étant déclarés élus. Les électeurs votant le plus souvent pour les candidats proposés par un même parti, le résultat est a forte tendance majoritaire, s'apparentant à un vote au scrutin uninominal majoritaire à un tour.
À ce total s'ajoutent enfin jusqu'à huit députés additionnels nommés par la commission électorale. Celle-ci les choisit à partir des candidats dits « meilleurs perdants » ayant obtenu les meilleurs résultats parmi ceux n'ayant pas réussi à se faire élire, et ce dans l'objectif de corriger un éventuel manque de représentativité des différents groupes ethniques du pays, tout en conservant son avance au parti arrivé en tête,.
La population est pour cela divisée selon un système appelé « communalisme » en quatre communautés sur la base du recensement de 1972 : les Hindous, les Musulmans, les Sino-Mauriciens et la population dite Générale. Ce dernier groupe est composé de la majorité de la population créole d'origine africaine et française et réunit selon la constitution tout électeur qui « par son mode de vie » ne peut être considéré comme appartenant à l'une des trois communautés précédentes. Tous les candidats doivent obligatoirement se déclarer membre de l'une de ces quatre communautés lors de l'inscription de leur candidature. Cette dernière a lieu sur la base d'une déclaration personnelle, mais n'importe quel électeur peut la remettre en cause auprès de la Cour suprême s'il l'estime faussement établie.
Après que les 62 sièges au scrutin direct aient été répartis, les huit « meilleurs perdants » le sont à leur tour, selon une clé de répartition en deux temps reposant sur la méthode D'Hondt. Le quota de cette dernière est calculé en divisant la part de population de chaque communauté établie lors du recensement de 1972 par le nombre de sièges déjà remportés par des candidats s'étant déclarés y appartenir, plus un. La communauté ayant le quota le plus élevé reçoit un siège, attribué à celui de ses candidats n'ayant pas été élu mais ayant recueilli le plus de suffrages. Les quotas sont recalculés en incluant ce dernier, et le siège suivant est réparti.
Les quatre premiers sièges sont ainsi répartis sans prendre en compte l'appartenance politique des « meilleurs perdants » — hormis l'exclusion des candidats indépendants — afin de favoriser la représentativité des différentes communautés. Les quatre sièges restants sont répartis selon la même méthode, mais répartis aux « meilleurs perdants » du parti ayant remporté le plus de sièges au scrutin direct, afin que cet avantage donné aux minorités ne fasse pas pour autant perdre au parti vainqueur des élections son avance sur les autres formations politique, ni éventuellement sa majorité absolue à la chambre. Le parti en question reçoit ainsi au moins autant de sièges que n'en ont été attribués à d'autres partis que lui-même lors de l'attribution des quatre premiers « meilleurs perdants ». Si le parti vainqueur s'est déjà vu attribué des sièges parmi les quatre premiers, un nombre égal de sièges reste à pourvoir. L'un d'entre eux peut alors être attribué au parti suivant ayant recueilli le plus de suffrages s'il n'a pas encore reçu de « meilleurs perdants », puis au parti suivant si besoin, et ainsi de suite. La répartition de la seconde partie des « meilleurs perdants » n'a cependant lieu qu'en faveur de candidats de partis ayant obtenu au moins un siège au scrutin direct. Il peut par conséquent ne pas y avoir de parti susceptible de recevoir un de ces sièges, s'il ne reste à aucun parti un candidat non élu de la communauté devant être favorisé. Le nombre de sièges peut donc varier d'un scrutin à l'autre.

### Remise en cause du communalisme
Le système communaliste, controversé, fait l'objet d'une polémique au cours de la campagne des législatives de novembre 2019. Plusieurs candidats dont ceux du parti Rezistans ek Alternativ, opposé au système, entreprennent d'utiliser le droit récemment acquis en 2014 de se présenter en tant que « mauriciens », sans classification ethnique, bien que cette action les rend inéligibles à l'obtention d'un siège de « meilleurs perdants ». La commission électorale rejette cependant les candidatures de ces vingt-six postulants en leurs intimant d'y indiquer leur communauté d'origine. Le Premier ministre sortant Pravind Jugnauth est accusé d'être derrière cette décision, contre laquelle les postulants saisissent la Cour suprême. Le 26 octobre, la Cour suprême juge inconstitutionnelle les candidatures en tant que « mauricien », la Constitution ne mentionnant que les quatre communautés du système communaliste.

## Présidence

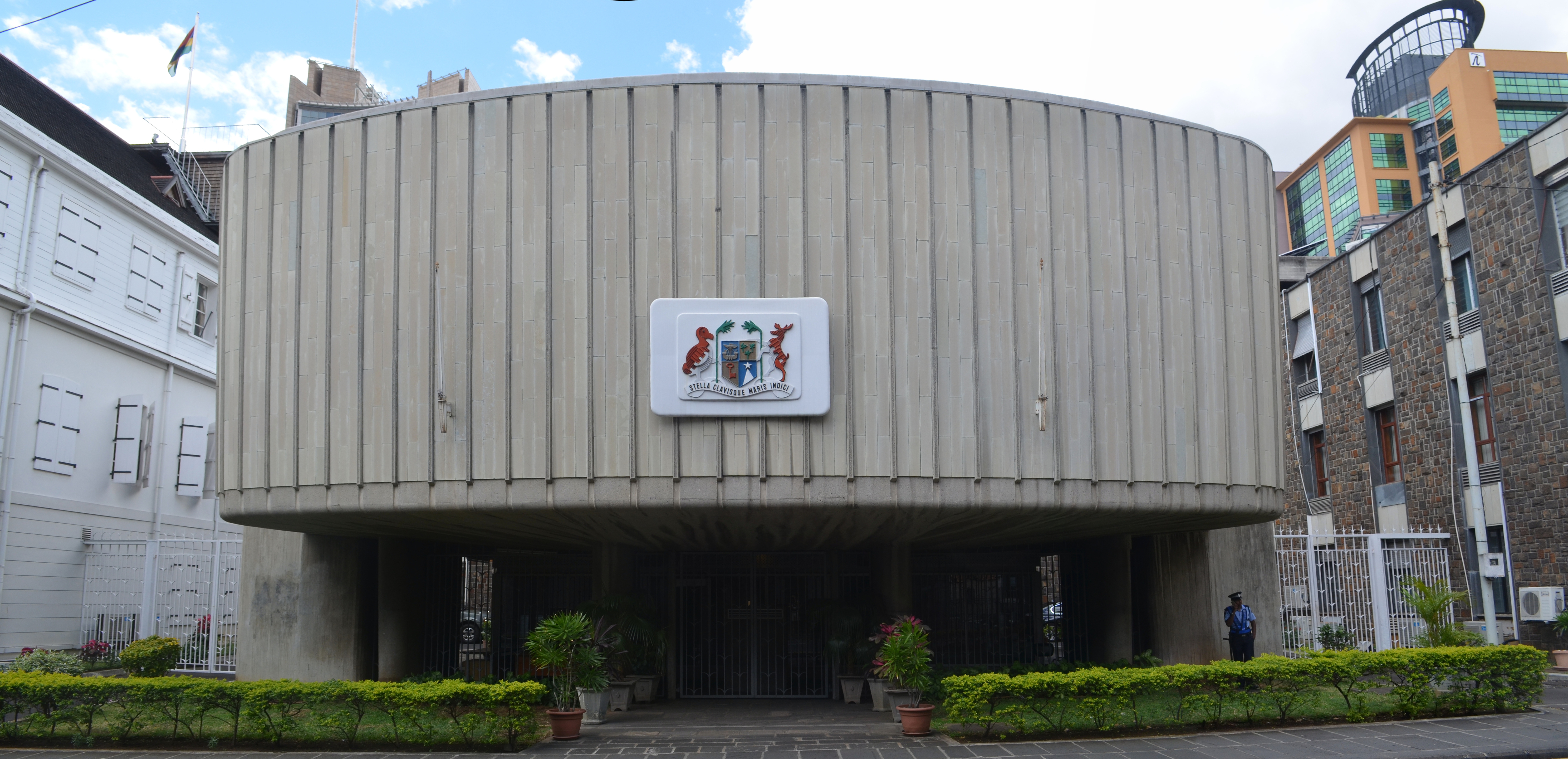
Siège de l'Assemblée nationale à Port-Louis.

Le président de l'Assemblée nationale (Speaker of the National Assembly) est la plus haute fonction de la législature. Il est élu par les députés lors de la session inaugurale d'une nouvelle législature et ne doit pas nécessairement être député à l'Assemblée nationale. Il symbolise l'autorité du Parlement, sa fonction principale est de veiller au respect du règlement de l'Assemblée nationale et au maintien de l'ordre pendant les débats au sein de l'hémicycle.
| Titulaire                 | Début            | Fin              |
| ------------------------- | ---------------- | ---------------- |
| Robert Stanley            | 26 février 1957  | 21 mars 1960     |
| Harilal Vaghjee           | 22 mars 1960     | 25 mai 1979      |
| Ramesh Jeewoolall         | 5 juin 1979      | 17 juin 1982     |
| Alan Ganoo                | 18 juin 1982     | 5 septembre 1983 |
| Ajay Daby (en)            | 6 septembre 1983 | 4 décembre 1990  |
| Iswardeo Seetaram         | 4 décembre 1990  | 11 janvier 1996  |
| Alan Ganoo                | 12 janvier 1996  | 17 janvier 1996  |
| Ramesh Jeewoolall         | 23 janvier 1996  | 2 octobre 2000   |
| Premnath Ramnah           | 3 octobre 2000   | 27 avril 2005    |
| Kailash Purryag           | 12 juillet 2005  | 23 juillet 2012  |
| Razack Peeroo (en)        | 24 juillet 2012  | 8 novembre 2014  |
| Maya Hanoomanjee          | 22 décembre 2014 | 21 novembre 2019 |
| Sooroojdev Phokeer (en)   | 21 novembre 2019 | 16 juillet 2024  |
| Adrien Duval (en)         | 18 juillet 2024  | 5 octobre 2024   |
| Shirin Aumeeruddy-Cziffra | 29 novembre 2024 | en cours         |